# Enteropogon macrostachyus
Enteropogon macrostachyus är en gräsart som först beskrevs av Achille Richard, och fick sitt nu gällande namn av William Munro och George Bentham. Enteropogon macrostachyus ingår i släktet Enteropogon och familjen gräs. Inga underarter finns listade i Catalogue of Life.